# Warhol superstars
Warhol superstars (traduzido livremente para o português como super estrelas de Warhol) foi um grupo de pessoas da cidade de Nova Iorque promovidas por Andy Warhol nos anos de 60 e 70. Estas estrelas apareciam nos trabalhos de arte de Warhol e o acompanhavam em sua vida social. Eles eram a epítome do dito famoso do artista: "No futuro, todos serão famosos por quinze minutos". Warhol simplesmente os filmava e os declarava superstars.